# Winthemia speciosa
Winthemia speciosa är en tvåvingeart som först beskrevs av Egger 1861.  Winthemia speciosa ingår i släktet Winthemia och familjen parasitflugor. Arten är reproducerande i Sverige. Inga underarter finns listade i Catalogue of Life.